# Museo-Taller de Cerámica de Casabermeja
Museo-Taller de Cerámica de Casabermeja es un centro cultural dedicado a la alfarería, inaugurado en Casabermeja (provincia de Málaga, España) el 27 de octubre de 2007, si bien ya antes, el 15 de agosto de 1989, se inauguró un primer taller con una exposición de alfarería y cerámica. El centro se benefició de una inversión de 135.000 euros procedente de planes de la Diputación Provincial de Málaga y del Plan de Fomento de Empleo Agrario (PFEA).
Instalado en una antigua vivienda de la calle Real, el museo-taller nació por iniciativa el ceramista valenciano Julio Hernández Varela y el coleccionista Sergio Ferrero, con la ayuda del ayuntamiento de Casabermeja. Como espacio museístico, reúne una breve colección de más de 200 piezas, tanto nacionales como extranjeras entre ellas una pieza de Bolivia del siglo IX. También funciona como centro artesano de aprendizaje organizando cursos, talleres y exposiciones temporales.